# Walmajarri
Het Walmajarri (voor andere namen zie hieronder) is een zuidwestelijk Pama-Nyungaanse taal die wordt gesproken in West-Australië.

## Namen
Het Walmajarri heeft de volgende alternatieve benamingen:
- Walmatjarri, Walmatjari, Walmadjari, Walmatjiri, Walmajiri, Walmatjeri, Walmadjeri, Walmadyeri, Walmaharri, Wolmeri, Wolmera, Wulmari
- Bililuna, Pililuna
- Jiwarliny, Juwaliny, Tjiwaling, Tjiwarlin

## Sprekers
De Walmajarri-bevolking omvat de volgende gemeenschappen:
- Bayulu
- Djugerari (Cherrabun)
- Junjuwa (Fitzroy Crossing)
- Looma
- Millijidee
- Mindibungu (Bililuna)
- Mindi Rardi (Fitzroy Crossing)
- Mulan
- Ngumpan
- Wangkajungka (Christmas Creek)
- Yakunarra
- Yungngora

Deze gemeenschappen leefden oorspronkelijk dicht bij elkaar, maar zijn gaandeweg verspreid geraakt. Als gevolg hiervan is het Walmajarri uiteengevallen in verschillende dialecten en heeft het daarnaast invloed van naburige talen ondergaan.

## Fonologie
|              | Voorste klinker | Achterste klinker |
| ------------ | --------------- | ----------------- |
| Hoge klinker | [i, iː]         | [u, uː]           |
| Lage klinker | [a, aː]         | [a, aː]           |

### Consonanten
|             | Perifeer | Perifeer | Laminaal  | Apicaal   | Apicaal |
| Bilabiaal   | Velaar   | Palataal | Alveolaar | Retroflex |         |
| ----------- | -------- | -------- | --------- | --------- | ------- |
| Plosief     | [p]      | [k]      | [c]       | [t]       | [ʈ]     |
| Nasaal      | [m]      | [ŋ]      | [ɲ]       | [n]       | [ɳ]     |
| Lateraal    |          |          | [ʎ]       | [l]       | [ɭ]     |
| Rhotisch    |          |          |           | [r]       |         |
| Approximant | [w]      | [w]      | [j]       |           | [ɻ]     |

## Morfologie
Het Walmajarri kent wel suffixen maar geen prefixen.

## Syntaxis
Het Walmajrri kent 4 naamvallen; de nominatief, de ergatief, de datief en een aanvullende naamval met uiteenlopende betekenissen waaronder die van aversief. Als gevolg hiervan is de woordvolgorde betrekkelijk vrij, zoals in de meeste andere synthetische talen. Niettemin staat het hulpwerkwoord altijd op de tweede plaats in de zin. Dit werkwoord geeft zowel de wijs weer als meer informatie met betrekking tot de argumenten van de zin (persoon en getal).